# Dichrometra palmata
Lamprometra palmata
Espèce
Synonymes
- Alecto palmata Müller, 1841[1]
- Antedon aequipinna Carpenter, 1882[1]
- Antedon amboinensis Hartlaub, 1890[1]
- Antedon brevicuneata Carpenter, 1881[1]
- Antedon conjungens Carpenter, 1888[1]
- Antedon gyges Bell, 1884[1]
- Antedon imparipinna Carpenter, 1882[1]
- Antedon klunzingeri Hartlaub, 1890[1]
- Antedon laevicirra Carpenter, 1881[1]
- Antedon lepida Hartlaub, 1890[1]
- Antedon moorei Bell, 1894[1]
- Antedon occulta Carpenter, 1888[1]
- Antedon okelli Chadwick, 1904[1]
- Antedon palmata (Müller, 1841)[1]
- Antedon similis Carpenter, 1888[1]
- Antedon subtilis Hartlaub, 1895[1]
- Antedon tenera Hartlaub, 1890[1]
- Comatula (Alecto) palmata (Müller, 1841)[1]
- Dichrometra klunzingeri (Hartlaub, 1890)[1]
- Dichrometra protectus (Carpenter, 1879)[1]
- Dichrometra tenera (Hartlaub, 1890)[1]
- Lamprometra klunzingeri (Hartlaub, 1890)[1]
- Lamprometra palmata gyges (Bell, 1884)[1]
- Lamprometra palmata palmata (Müller, 1841)[1]
- Lamprometra palmata parmata (Müller, 1841)[1]
- Lamprometra palmata (Müller, 1841)[1]
- Lamprometra protecta (Carpenter, 1879)[1]
- Lamprometra protectus (Carpenter, 1879)[1]

Dichrometra palmata est une espèce de comatules de la famille des Mariametridae.

## Description et caractéristiques
C'est une comatule de bonne taille (environ 25 cm à l'âge adulte), avec un patron de coloration relativement variable. Classiquement, elle est gris-blanc barrée de sombre (souvent rougeâtre ou violacé). Elle porte entre une vingtaine et une quarantaine de bras, et s'accroche au substrat au moyen de cirrhes courts et puissants.

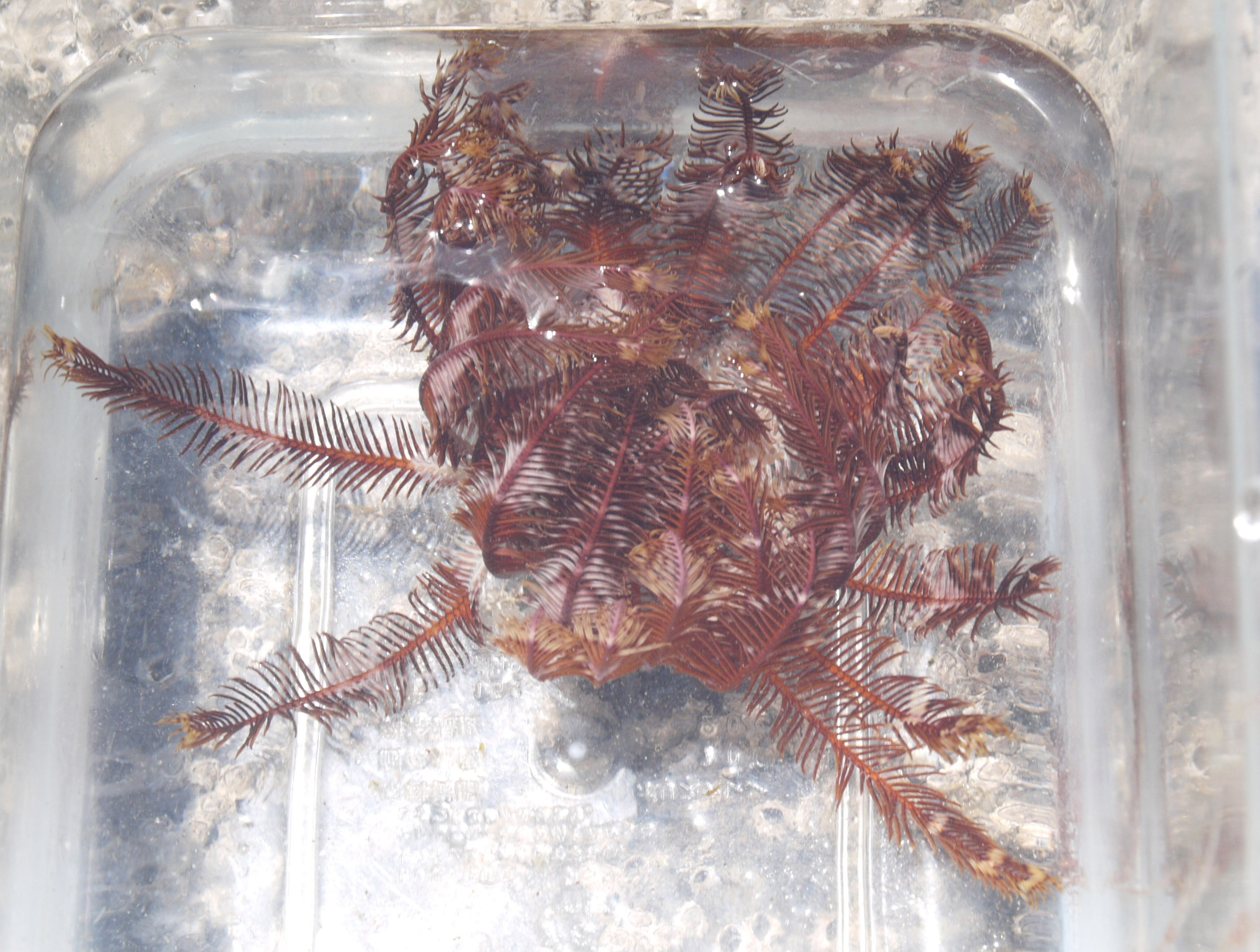
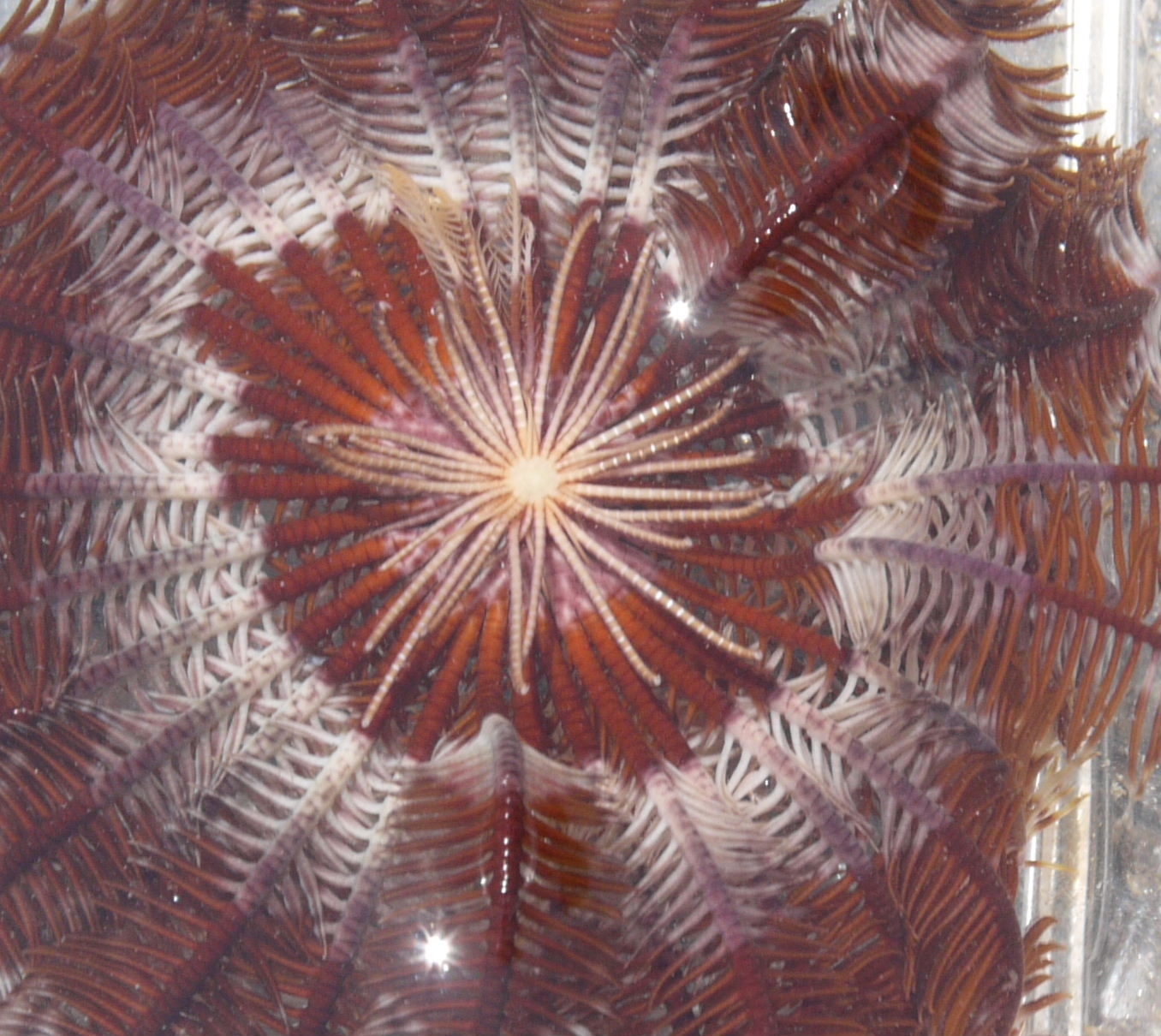
Face inférieure
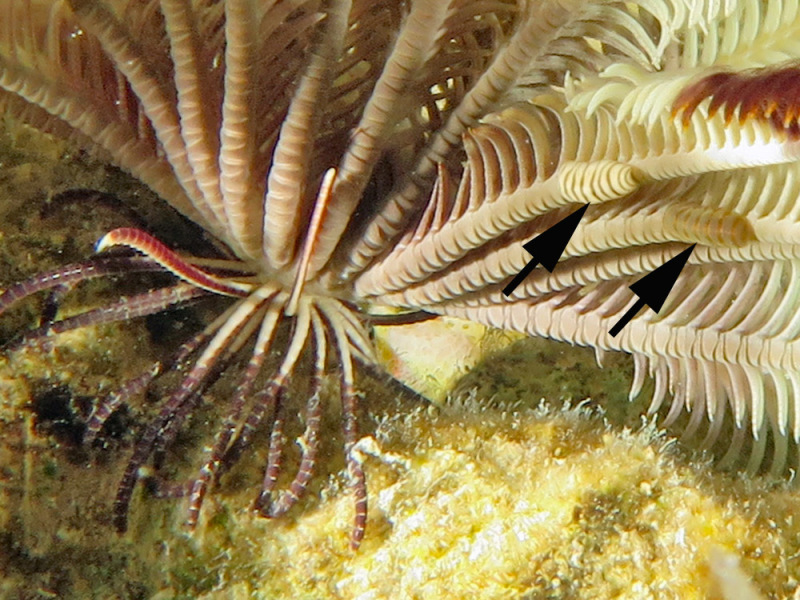
Articulations (et symbiotes)
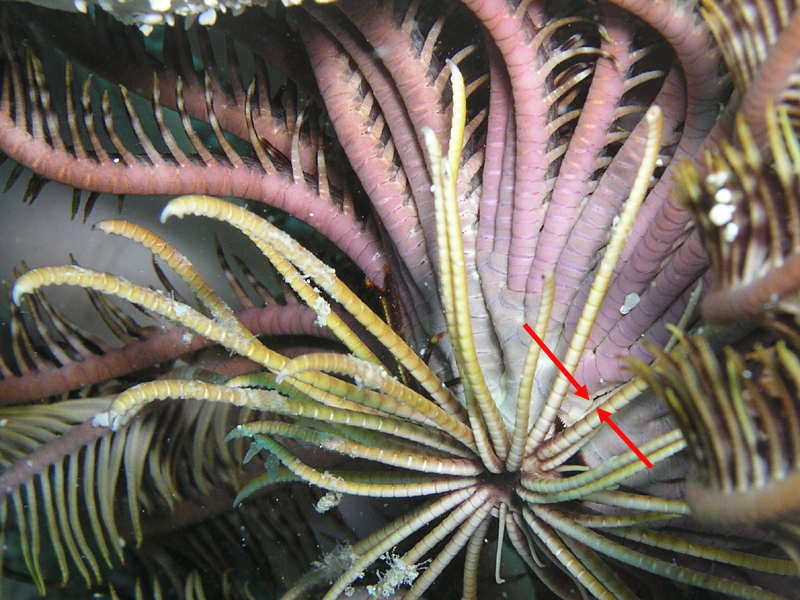
Gros-plan sur les cirrhes.
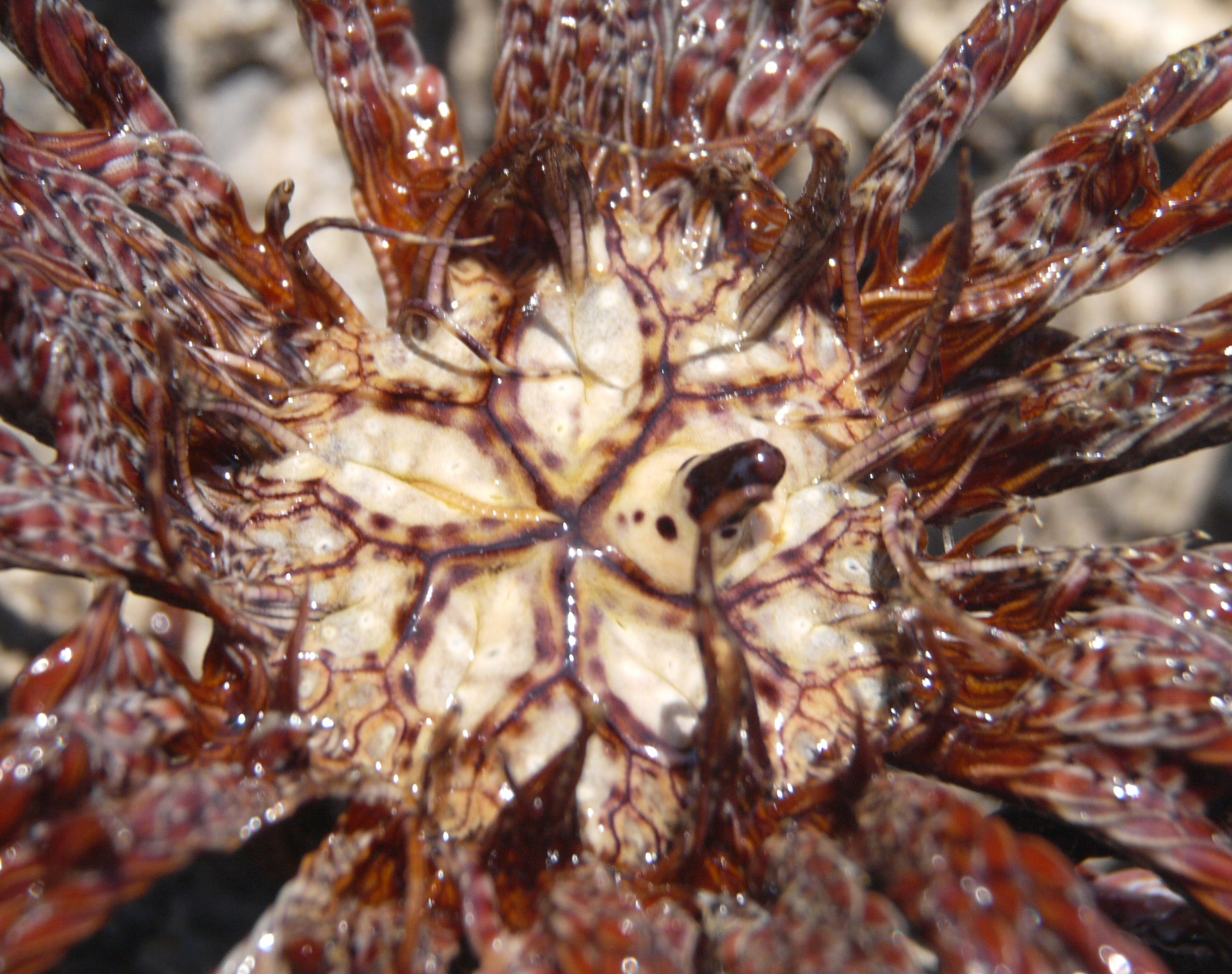
Gros plan sur le tegmen

Cette espèce est extrêmement difficile à distinguer de sa proche cousine Stephanometra indica, dont elle partage également la répartition et le comportement. Elle s'en distingue surtout par ses longues pinnules à la base des bras, plus longues que les autres mais courbes et pas rigides, formées d'articles à peu près aussi larges que hauts. 
Les séries de divisions sont aussi moins bien séparées, et l'ensemble de l'animal a une apparence moins « forte ». 

### Caractéristiques squelettiques
Le centrodorsal est fin et discoïde, les radials partiellement ou complètement dissimulés. Les chausses des cirrhes sont limitées à la marge centrodorsale, sans déborder sur le large pole aboral. Les brachitaxes sont séparés ou en apposition latérale proche. Leurs ossicules sont généralement affinés latéralement, produisant des marges aplaties caractéristiques, parfois vaguement crénulées. Le nombre d'articles composant les cirrhes est inférieur à 35, les plus distaux étant lisses ou portant une carination aborale ou de courtes épines triangulaires. P1, P2 et parfois P3 ont des gouttières ambulacraires réduites ; P2 est la plus grande, s'affinant en une extrémité flagellée. Les pillulaires sont légèrement plus longs que larges, et les facettes articulaires normalement développées.

## Habitat et répartition
Cette espèce est l'une des plus communes dans l'Indo-Pacifique, de la Mer Rouge à Madagascar ou des Maldives à Hawaii, entre la surface et 35 m de profondeur, quoique parfois signalée jusqu'à 51 m. 
C'est une espèce nocturne, qui vit dissimulée pendant la journée.

## Systématique
Le WoRMS considère désormais le taxon Lamprometra palmata comme invalide, mais d'autres sources l'utilisent toujours.